# Leszek Engelking
Leszek Maria Engelking (Chorzów, 2 de Fevereiro de 1955 - Pruszków, 22 de outubro de 2022) foi um poeta, escritor, crítico literário, historiador da literatura, ensaista e tradutor polonês.

## Biografia
Engelking passou a sua infância no Chorzów (Alta Silésia). Estudou na Universidade de Varsóvia (polonês: Uniwersytet Warszawski) e graduou-se em 1979. Doutorou-se pela Universidade de Lodz (polonês: Uniwersytet Łódzki), onde actualmente trabalha. Vive em Brwinów (voivodia de Mazóvia).

## Obras

### Poesia
- Autobus do hotelu Cytera, 1979
- Haiku własne i cudze, 1991
- Mistrzyni kaligrafii i inne wiersze,1994
- Dom piąty, 1997
- I inne wiersze, 2000
- Muzeum dzieciństwa, 2011
- Komu kibicują umarli?, 2013
- Suplement, 2016.

### Prosa
- Szczęście i inne prozy, 2007

### Antologias
- Wyspy na jeziorze, 1988
- Oleg Pastier, Karol Chmel, Ivan Kolenič, Oko za ząb. Trzej współcześni poeci słowaccy, 2006
- Maść przeciw poezji. Przekłady z poezji czeskiej, 2008

### Ensaio e Crítica
- Vladimir Nabokov,1989
- Vladimir Nabokov. Podivuhodný podvodník,1997
- Surrealizm, underground, postmodernizm. Szkice o literaturze czeskiej, 2001
- Codzienność i mit. Poetyka, programy i historia Grupy 42 w kontekstach dwudziestowiecznej awangardy i postawangardy, 2005
- Chwyt metafizyczny. Vladimir Nabokov - estetyka z sankcją wyższej rzeczywistości, 2011
- Nowe mity. Twórczość Jáchyma Topola, 2016
- Bytom w literaturze: dzieła, miejsce, zakorzenienie, tożsamość, mit, 2018
- Szwejkowie i Don Kichoci, 2019